# Los Angeles Film Critics Association Awards 2003

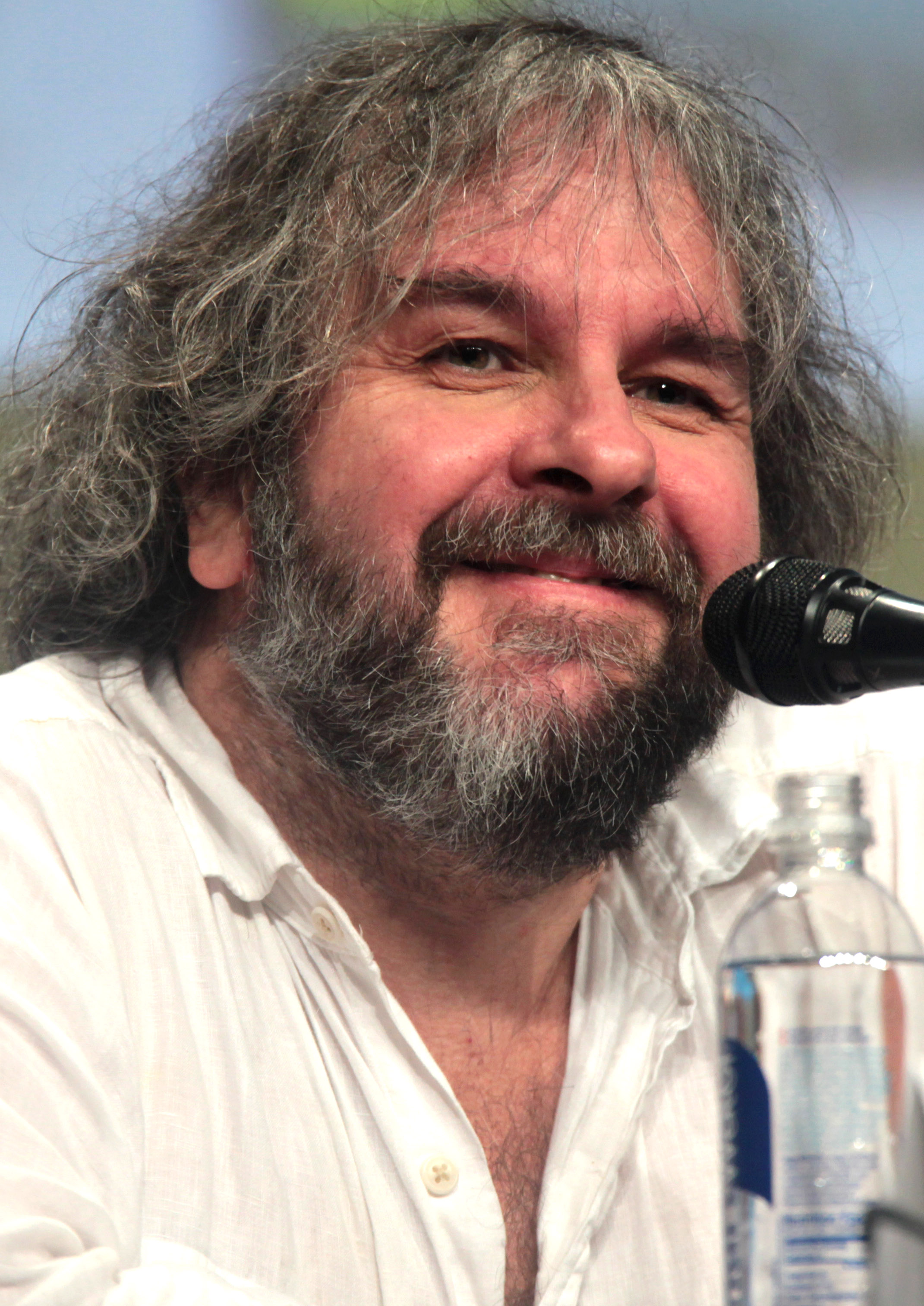
Peter Jackson vítěz v kategorii nejlepší režisér

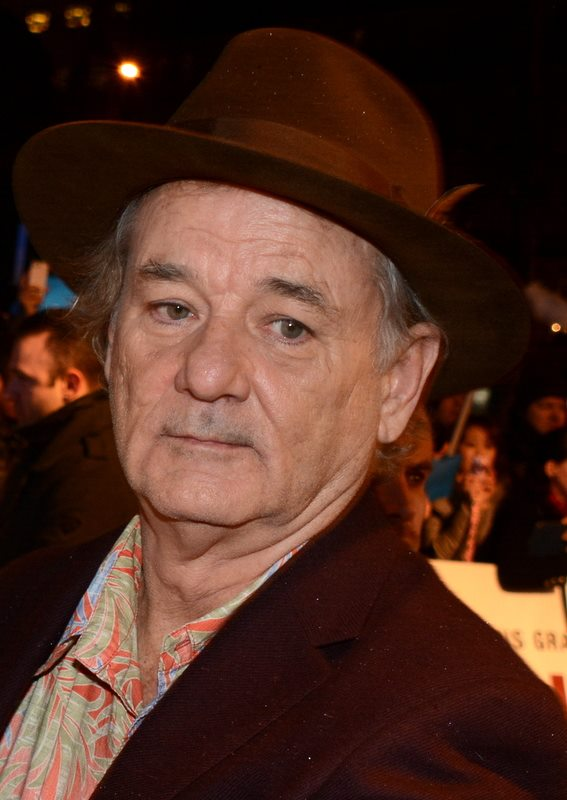
Bill Murray vítěz v kategorii nejlepší herec

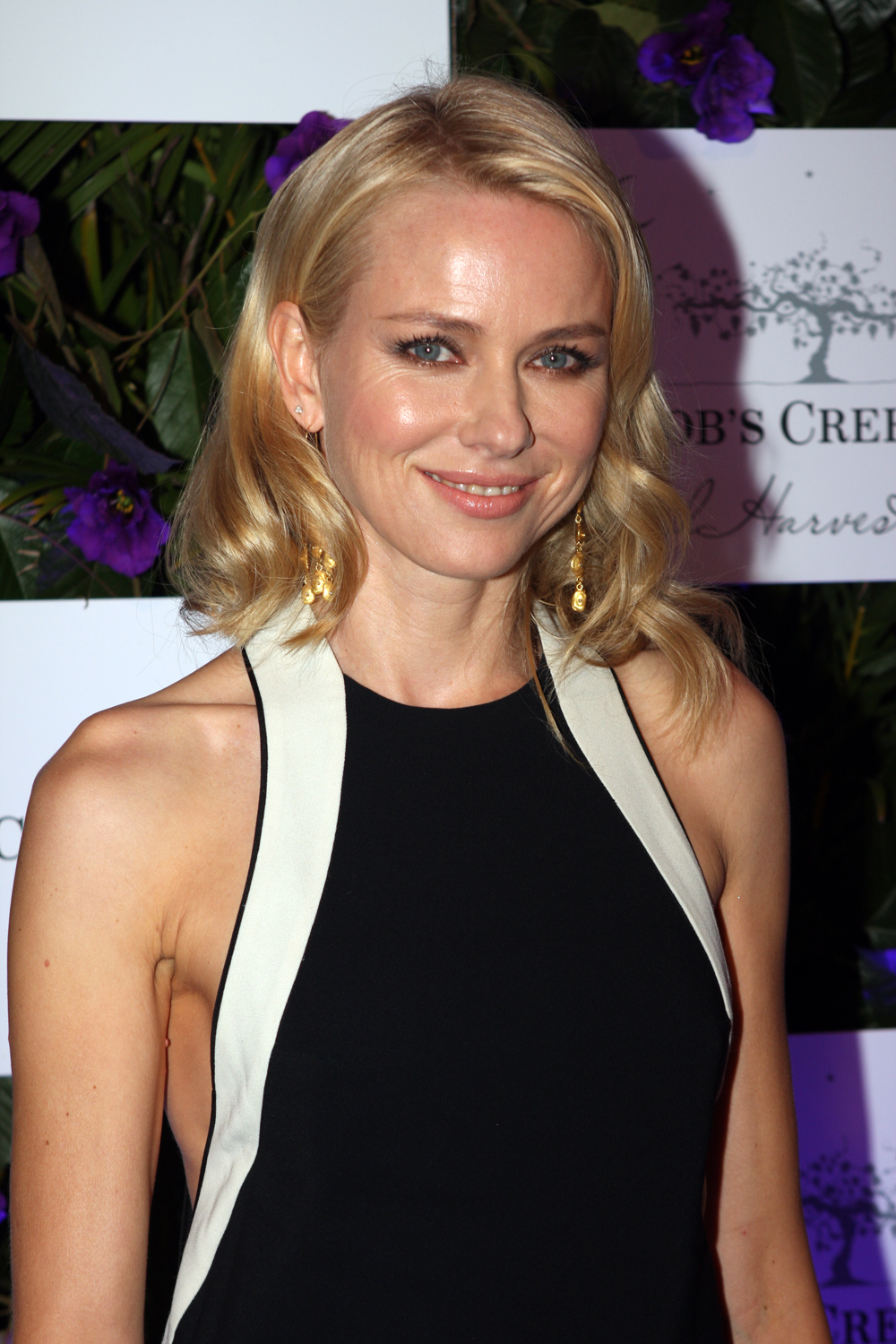
Naomi Watts vítězka v kategorii nejlepší herečka

29. ročník předávání cen asociace Los Angeles Film Critics Association se konal dne 7. ledna 2004 a udílel ocenění pro nejlepší filmařské počiny roku 2003.

## Vítězové

### Nejlepší film
1. Můj svět
2. Ztraceno v překladu

### Nejlepší režisér
1. Peter Jackson – Pán prstenů: Návrat krále
2. Clint Eastwood – Tajemná řeka

### Nejlepší scénář
1. Shari Springer Berman a Robert Pulcini – Můj svět
2. Steven Knight – Špína Londýna

### Nejlepší herec v hlavní roli
1. Bill Murray – Ztraceno v překladu
2. Sean Penn – Tajemná řeka a 21 gramů

### Nejlepší herečka v hlavní roli
1. Naomi Watts – 21 gramů
2. Charlize Theron – Zrůda

### Nejlepší herec ve vedlejší roli
1. Bill Nighty – AKA, Hrad bude můj, Neposlušné srdce a Láska nebeská
2. Benicio del Toro – 21 gramů

### Nejlepší herečka ve vedlejší roli
1. Shohreh Aghdashloo – Dům z písku a mlhy

1. Melissa Leo – 21 gramů

### Nejlepší dokument
1. Mlha války
2. Vše o Friedmanových

### Nejlepší cizojazyčný film
1. Muž z vlaku (Francie)
2. Město bohů (Brazílie/Francie)

### Nejlepší animovaný film
1. Trio z Belleville

### Nejlepší kamera
1. Eduardo Serra – Dívka s perlou
2. William Sandell – Master & Commander: Odvrácená strana světa

### Nejlepší výprava
1. Grant Major – Pán prstenů: Návrat krále

1. William Sandell – Master & Commander: Odvrácená strana světa

### Nejlepší skladatel
1. Benoît Charest a Matthieu Chedid – Trio z Belleville
2. Christopher Guest, John Michael Higgins, Eugene Levy, Michael McKean, Catherine O'Hara, Annette O'Toole, Harry Shearer a C. J. Vanston – Vichřice

### Ocenění Douglase Edwardse - Nejlepší video/nezávislý film
1. Thom Andersen – Los Angeles hraje sebe
2. Pat O'Neill – The Decay of Fiction

### Ocenění pro novou generaci
- Scarlett Johansson

### Kariérní ocenění
- Robert Altman